# NGC 305
NGC 305 is een asterisme, zes sterren die vanaf de Aarde gezien bij elkaar lijken te staan, in het sterrenbeeld Vissen.
NGC 305 werd op 17 oktober 1825 ontdekt door de Britse astronoom John Herschel.